# Csetényi József
Csetényi József (Seregélyes, 1932. december 1. – Veszprém, 2003. április 3.) magyar vegyészmérnök, egyetemi docens.

## Életrajz

### Tanulmányai
A középfokú tanulmányait a VIII. kerületi tisztviselőtelepi Széchenyi István Gimnáziumban végezte el 1951-ben. A Veszprémi Vegyipari Egyetemen tanult kerámia ágazaton, ahol 1957-ben végzett.

### Munkássága
1951 és 1952 a Magyar Siemens Műveknél dolgozott adminisztrátorként. 1957 és 1993 között a Veszprémi Vegyipari Egyetem (később Veszprémi Egyetem, majd Pannon Egyetem) pedagógusa (tanársegéd, adjunktus, egyetemi docens) a Szilikátkémiai Tanszéken. 1993-ban lett nyugdíjas.

## Ajánlott irodalom
- Schultheisz Zoltán (szerkesztő): A Veszprémi Vegyipari Egyetem jubileumi évkönyve 1949-1974. Veszprém–Budapest: Műszaki Kiadó. 1974.   218. o.
- Kollega Tarsoly István (főszerkesztő): Révai Új Lexikona. Szekszárd: Babits Kiadó. 1996–2006.   16380. o. ISBN 9639015172